# Eirin
Eirin (яп. 映倫) є скороченою назвою з Film Classification and Rating Organization (яп. 映画倫理機構, Eiga Rinri Kikō), Японії регулятор фільмів. Eirin була створена за зразком американської Асоціації виробників та дистриб'юторів кінофільмів Адміністрацією виробничого кодексу у червні 1949 р. за вказівкою окупаційних сил США. Він класифікує фільми за однією з чотирьох категорій, залежно від їх придатності для перегляду неповнолітніми.

## Опис
Як і в інших країнах, Eirin класифікує фільми щоб вказати на їх придатність для неповнолітніх. Він враховує вісім критеріїв, наприклад, чи містить фільм сексуальні або насильницькі матеріали, і дає фільму оцінку в одній з чотирьох категорій. Хоча рейтинги іноді суперечливі, захисники Eirin стверджують, що її незалежність захищає режисерів від більш драконівської альтернативи, урядової цензури.
Під час заставки (або в деяких випадках на екрані авторських прав відразу після фінальних титрів) Eirin-схваленого фільму логотип Eirin відображається помітно під назвою фільму або біля нього. Eirin не має законних повноважень забороняти фільми, але Японська асоціація власників театрів забороняє своїм членам показувати фільми, які не були схвалені Eirin.

## Рейтинги

### Ранні рейтинги встановлені
З 1976 по 1 травня 1998 р, існувало три категорії рейтингу:
- General Audiences (яп. 一般指定, Ippan Shitei) - Для глядачів різного віку.
- Limited General Film (яп. 一般映画制限付, Ippan Eiga Seigen-tsuki) - Глядачі до 15 років повинні супроводжуватись батьком або опікуном. Першим японським фільмом який отримав цей рейтинг був Ninkyo Gaiden: Genkai Nada (яп. 任侠外伝 玄界灘, Ninkyō Gaiden: Genkai Nada, випущений 29 травня 1976 року) і перший неяпонський фільм який отримав цей рейтинг був Понюхати (випущений 19 червня 1976 року).
- Adult Audiences (яп. 成人指定, Seijin Shitei) - Можуть дивитися лише дорослі.

### Поточні рейтинги встановлені
1 травня 1998 року було введено чотири рейтингові категорії: R15 та R18 є обмеженими категоріями і забороняється допускати неповнолітнього покровителя до фільму з обмеженим рейтингом, орендувати, продавати, виставляти DVD-диски або реліз-фільми для неповнолітніх меценатів з обмеженим рейтингом. Такі порушення є кримінальним злочином і суворо караються.

### Без обмежень
- G: Загальна Аудиторія. Усі можуть дивитися.
- PG12 (PG-12): В залежності від нагляду батьків. Деякі матеріали можуть бути непридатними для дітей до 12 років. Батькам рекомендується супроводжувати своїх дітей під час фільму.

### Обмежений
Рейтинг R15+ та R18+ обмежений віком. Усі кінотеатри законодавчо зобов'язані перевірити вік усіх відвідувачів, які бажають переглянути фільм з оцінкою R15+ або R18+. Допуск неповнолітніх до таких фільмів вважається кримінальним злочином і карається штрафами/позбавленням волі.
- R15+ (R-15): Лише для дорослих і підлітків від 15 років. Дітям та підліткам віком до 15 років заборонено перегляд фільму.
- R18+ (R-18): Доступно лише для дорослих від 18 років. Дітям та підліткам віком до 18 років заборонено перегляд фільму.

## Інше
- Computer Entertainment Rating Organization – Японська рейтингова система для відеоігри
- Обмеження за віком